# Burqa Band
罩袍樂團（英語：Burka Band；或稱為藍布卡樂隊、罩袍樂團）是來自於阿富汗喀布爾的一個全女班的獨立搖滾樂團。她們是匿名表演，所有成員都身穿波卡來表示對於塔利班的伊斯蘭服裝規定表達明顯的抗議。她們於2002年發行了一張單曲《布卡藍》（Burka Blue）和一張同名專輯。2000年代，該樂隊在歐洲已取得了一些人氣，並且到德國巡迴演出，在那裡她們的一首歌由DJ芭芭拉·穆根士頓混音。YouTube中一段她們表演的錄像受到廣大的傳閱。